# Učka
Učka (Chorvatsky Park prirode Učka; Italsky Monte Maggiore) je pohoří rozkládající se na poloostrově Istrie v severozápadním Chorvatsku. Tvoří ji jednolitý, vysoce vyzdvižený hřeben, vypínající se přímo nad mořem. Nejvyšším vrcholem je Vojak (1 401 m), který je dokonce několik měsíců v roce zasněžený. Pohoří je vápencové a je bohaté na krasové jevy. V masivu se nacházejí vrstvy flyšových slínů a to ve výšce kolem 900 metrů. Pohoří pokrývá typická středomořská vegetace, bohatá na vápencovou květenu. Hlavním turistickým sídlem oblasti je město Opatija.